# Aaron David Gordon
Aaron David Gordon, più noto come A. D. Gordon (in ebraico אהרן דוד גורדון, in russo Ааро́н Дави́д Го́рдон?; Trojanov, 9 giugno 1856 – Degania Alef, 22 febbraio 1922), è stato un filosofo ebreo russo, ideologo sionista e forza spirituale del sionismo pratico.
Gordon fondò Hapoel Hatzair, un movimento che diede il la al movimento sionista per molti anni a seguire. Influenzato da Lev Tolstoj e altri, si dice che davvero fece del lavoro una religione. Però lui stesso scrisse nel 1920: "Sicuramente ai nostri giorni è possibile vivere senza religione".